# Antreas Makrīs
Antreas Makrīs (in greco: Αντρέας Μακρής; Pafo, 27 novembre 1995) è un calciatore cipriota, attaccante dell'AEL Limassol e della nazionale cipriota.

## Caratteristiche tecniche
Ala destra, può giocare come esterno o come punta centrale.

## Carriera
Cresciuto nell'Atromītos Geroskīpou e con l'AEP Paphos poi, con questi ultimi ha esordito in prima squadra nella stagione 2012-2013; nel 2013 si è trasferito all'Anorthōsis dove è rimasto per tre stagioni.
Nell'estate del 2016 ha tentato l'avventura all'estero, giocando per una stagione con gli inglesi del Walsall, formazione di seconda serie.
Tornato in patria ha giocato con l'APOEL; qui, pur trovando poco spazio, ha conquistato il suo primo titolo, vincendo il campionato; nell'estate del 2018 è passato all'AEL Limassol.

### Nazionale
Esordisce in nazionale maggiore il 5 marzo 2014 contro l'Irlanda del Nord (0-0).

## Statistiche

### Presenze e reti nei club
Statistiche aggiornate al 18 marzo 2017.
| Stagione          | Squadra           | Campionato        | Campionato | Campionato | Coppe nazionali | Coppe nazionali | Coppe nazionali | Coppe continentali | Coppe continentali | Coppe continentali | Altre coppe | Altre coppe | Altre coppe | Totale | Totale |
| Stagione          | Squadra           | Comp              | Pres       | Reti       | Comp            | Pres            | Reti            | Comp               | Pres               | Reti               | Comp        | Pres        | Reti        | Pres   | Reti   |
| ----------------- | ----------------- | ----------------- | ---------- | ---------- | --------------- | --------------- | --------------- | ------------------ | ------------------ | ------------------ | ----------- | ----------- | ----------- | ------ | ------ |
| 2012-2013         | AEP Paphos        | AK                | 7+7        | 0+2        | CC              | 3               | 0               | -                  | -                  | -                  | -           | -           | -           | 17     | 2      |
| 2013-2014         | Anorthosis        | AK                | 16+9       | 2          | CC              | 2               | 1               | UEL                | 0                  | 0                  | -           | -           | -           | 27     | 3      |
| 2014-2015         | Anorthosis        | AK                | 20+10      | 9+4        | CC              | 2               | 0               | -                  | -                  | -                  | -           | -           | -           | 32     | 13     |
| 2015-2016         | Anorthosis        | AK                | 23+5       | 2+1        | CC              | 4               | 2               | -                  | -                  | -                  | -           | -           | -           | 32     | 5      |
| Totale Anorthosis | Totale Anorthosis | Totale Anorthosis | 59+24      | 13+5       |                 | 8               | 3               |                    | 0                  | 0                  |             | -           | -           | 91     | 21     |
| 2016-2017         | Walsall           | FL1               | 26         | 0          | FACup+CdL       | 1+1             | 0               | -                  | -                  | -                  | FLT         | 1           | 0           | 29     | 0      |
| Totale carriera   | Totale carriera   | Totale carriera   | 123        | 20         |                 | 13              | 3               |                    | 0                  | 0                  |             | 1           | 0           | 137    | 23     |

### Cronologia presenze e reti in nazionale
| Cronologia completa delle presenze e delle reti in nazionale ― Cipro | Cronologia completa delle presenze e delle reti in nazionale ― Cipro | Cronologia completa delle presenze e delle reti in nazionale ― Cipro | Cronologia completa delle presenze e delle reti in nazionale ― Cipro | Cronologia completa delle presenze e delle reti in nazionale ― Cipro | Cronologia completa delle presenze e delle reti in nazionale ― Cipro | Cronologia completa delle presenze e delle reti in nazionale ― Cipro | Cronologia completa delle presenze e delle reti in nazionale ― Cipro |
| Data                                                                 | Città                                                                | In casa                                                              | Risultato                                                            | Ospiti                                                               | Competizione                                                         | Reti                                                                 | Note                                                                 |
| -------------------------------------------------------------------- | -------------------------------------------------------------------- | -------------------------------------------------------------------- | -------------------------------------------------------------------- | -------------------------------------------------------------------- | -------------------------------------------------------------------- | -------------------------------------------------------------------- | -------------------------------------------------------------------- |
| 5-3-2014                                                             | Nicosia                                                              | Cipro                                                                | 0 – 0                                                                | Irlanda del Nord                                                     | Amichevole                                                           | -                                                                    | 85’                                                                  |
| 4-9-2014                                                             | Pola                                                                 | Croazia                                                              | 2 – 0                                                                | Cipro                                                                | Amichevole                                                           | -                                                                    |                                                                      |
| 10-10-2014                                                           | Nicosia                                                              | Cipro                                                                | 1 – 2                                                                | Israele                                                              | Qual. Euro 2016                                                      | -                                                                    | 69’                                                                  |
| 16-11-2014                                                           | Nicosia                                                              | Cipro                                                                | 5 – 0                                                                | Andorra                                                              | Qual. Euro 2016                                                      | -                                                                    | 46’                                                                  |
| 28-3-2015                                                            | Bruxelles                                                            | Belgio                                                               | 5 – 0                                                                | Cipro                                                                | Qual. Euro 2016                                                      | -                                                                    |                                                                      |
| 3-9-2015                                                             | Nicosia                                                              | Cipro                                                                | 0 – 1                                                                | Galles                                                               | Qual. Euro 2016                                                      | -                                                                    | 84’                                                                  |
| 6-9-2015                                                             | Nicosia                                                              | Cipro                                                                | 0 – 1                                                                | Belgio                                                               | Qual. Euro 2016                                                      | -                                                                    |                                                                      |
| 10-10-2015                                                           | Gerusalemme                                                          | Israele                                                              | 1 – 2                                                                | Cipro                                                                | Qual. Euro 2016                                                      | -                                                                    |                                                                      |
| 24-3-2016                                                            | Odessa                                                               | Ucraina                                                              | 1 – 0                                                                | Cipro                                                                | Amichevole                                                           | -                                                                    | 58’                                                                  |
| 25-5-2016                                                            | Užice                                                                | Serbia                                                               | 2 – 1                                                                | Cipro                                                                | Amichevole                                                           | -                                                                    | 66’                                                                  |
| 6-9-2016                                                             | Nicosia                                                              | Cipro                                                                | 0 – 3                                                                | Belgio                                                               | Qual. Mondiali 2018                                                  | -                                                                    | 79’                                                                  |
| 7-10-2016                                                            | Il Pireo                                                             | Grecia                                                               | 2 – 0                                                                | Cipro                                                                | Qual. Mondiali 2018                                                  | -                                                                    | 83’                                                                  |
| 10-10-2016                                                           | Zenica                                                               | Bosnia ed Erzegovina                                                 | 2 – 0                                                                | Cipro                                                                | Qual. Mondiali 2018                                                  | -                                                                    | 72’                                                                  |
| 22-3-2017                                                            | Larnaca                                                              | Cipro                                                                | 3 – 1                                                                | Kazakistan                                                           | Amichevole                                                           | -                                                                    |                                                                      |
| 25-3-2017                                                            | Nicosia                                                              | Cipro                                                                | 0 – 0                                                                | Estonia                                                              | Qual. Mondiali 2018                                                  | -                                                                    | 89’                                                                  |
| 3-6-2017                                                             | Estoril                                                              | Portogallo                                                           | 4 – 0                                                                | Cipro                                                                | Amichevole                                                           | -                                                                    | 68’                                                                  |
| 9-6-2017                                                             | Faro                                                                 | Gibilterra                                                           | 1 – 2                                                                | Cipro                                                                | Amichevole                                                           | -                                                                    | 73’                                                                  |
| 16-11-2018                                                           | Nicosia                                                              | Cipro                                                                | 1 – 1                                                                | Bulgaria                                                             | UEFA Nations League 2018-2019 - 1º turno                             | -                                                                    |                                                                      |
| 19-11-2018                                                           | Nicosia                                                              | Cipro                                                                | 0 – 2                                                                | Norvegia                                                             | UEFA Nations League 2018-2019 - 1º turno                             | -                                                                    | 85’                                                                  |
| 21-3-2019                                                            | Nicosia                                                              | Cipro                                                                | 5 – 0                                                                | San Marino                                                           | Qual. Euro 2020                                                      | -                                                                    | 27’                                                                  |
| 24-3-2019                                                            | Nicosia                                                              | Cipro                                                                | 0 – 2                                                                | Belgio                                                               | Qual. Euro 2020                                                      | -                                                                    | 81’                                                                  |
| 8-6-2019                                                             | Glasgow                                                              | Scozia                                                               | 2 – 1                                                                | Cipro                                                                | Qual. Euro 2020                                                      | -                                                                    | 80’                                                                  |
| 11-6-2019                                                            | Nižnij Novgorod                                                      | Russia                                                               | 1 – 0                                                                | Cipro                                                                | Qual. Euro 2020                                                      | -                                                                    | 21’ 81’                                                              |
| 17-11-2020                                                           | Podgorica                                                            | Montenegro                                                           | 4 – 0                                                                | Cipro                                                                | UEFA Nations League 2020-2021 - 1º turno                             | -                                                                    | 85’                                                                  |
| 12-10-2024                                                           | Larnaca                                                              | Cipro                                                                | 0 – 3                                                                | Romania                                                              | UEFA Nations League 2024-2025 - 1º turno                             | -                                                                    | 75’                                                                  |
| 15-10-2024                                                           | Pristina                                                             | Kosovo                                                               | 3 – 0                                                                | Cipro                                                                | UEFA Nations League 2024-2025 - 1º turno                             | -                                                                    | 72’                                                                  |
| 15-11-2024                                                           | Larnaca                                                              | Cipro                                                                | 2 – 1                                                                | Lituania                                                             | UEFA Nations League 2024-2025 - 1º turno                             | -                                                                    | 77’                                                                  |
| 18-11-2024                                                           | Bucarest                                                             | Romania                                                              | 4 – 1                                                                | Cipro                                                                | UEFA Nations League 2024-2025 - 1º turno                             | -                                                                    | 75’                                                                  |
| Totale                                                               |                                                                      | Presenze                                                             | 28                                                                   |                                                                      | Reti                                                                 | 0                                                                    |                                                                      |

## Palmarès

### Club
- Campionato cipriota: 1

APOEL: 2017-2018
- Coppa di Cipro: 1

AEL Limassol: 2018-2019
- Supercoppa di Cipro: 1

APOEL Nicosia: 2019